# Cheilotrichia affinis
Cheilotrichia affinis là một loài ruồi trong họ Limoniidae. Chúng phân bố ở miền Cổ bắc.